# Бельский сельсовет (Кричевский район)
Бельский сельсовет (бел. Бельскі сельсавет; до 27 сентября 2024 года — Лобковичский) — административная единица на территории Кричевского района Могилёвской области Беларуси. Административный центр — агрогородок Бель-1.

## История
23 ноября 2013 года населённые пункты посёлки Дубовский, Клиновский, Ореховский, Подьелецкий, Сосновский, деревни Дарливое, Комаровка из Костюшковичского сельсовета переданы в состав Лобковичского сельсовета.
Лобковичского сельсовета Кричевского района Могилевской области, включив в его состав часть территории, исключенной из состава Костюшковичского сельсовета Кричевского района Могилевской области с расположенными на ней населенными пунктами: поселки Дубовский, Клиновский, Ореховский, Подьелецкий, Сосновский, деревни Дарливое, Комаровка;
29 сентября 2023 года административный центр Лобковичского сельского Совета депутатов перенесён из деревни Лобковичи в агрогородок Бель-1.
27 сентября 2024 года Лобковичский сельсовет Кричевского района Могилёвской области переименован в сельсовет «Бельский» (бел. Бельскі) с административным центром в агрогородке Бель-1 Кричевского района Могилёвской области.

## Состав
Лобковичский сельсовет включает 24 населённых пункта:
- Ананичи — деревня.
- Бель-1 — агрогородок[4].
- Бережистое — деревня.
- Бояры — деревня.
- Буньковщина — посёлок.
- Глушнево — деревня.
- Горбатка — деревня.
- Дарливое — деревня.
- Дубровка — деревня.
- Залесье — деревня.
- Зуи — деревня.
- Ивановка — деревня.
- Кашаны — деревня.
- Комаровка — деревня.
- Липовка — посёлок.
- Лобковичи — деревня.
- Низки — деревня.
- Павловичи — деревня.
- Песьковичи — деревня.
- Подъеле́цкий — посёлок
- Подосинки — посёлок.
- Полоница — деревня.
- Стаборщина — деревня.
- Староселье — деревня.

## Культура
- Бельский сельский Дом культуры-музей в аг. Бель-1
- Лобковичская библиотека-музей в д. Лобковичи